# 예수 나의 기쁨

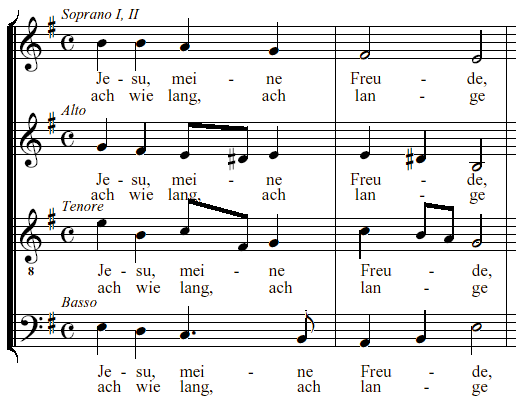

《예수, 나의 기쁨(Jesu, meine Freude)》(BWV 227)은 요한 제바스티안 바흐가 1723년에 라이프찌히(Leipzig)에서 작곡한 모테트다.
《예수, 나의 기쁨》은 라이프히치 명문가 중 하나인 크리스토퍼 빙클러의 부인 수잔나 소피아 빙클러의 장례식에서 연주되었다고 하는데, 1723년 7월 요한나 마리아 키에스 (Johanna Maria Kees)의 장례식이라는 설도 있다. 초연 날짜는 아직 정확하지 않다. 1723년, 1726년, 1734년이라는 주장이 있어 분명하지 않다.
바흐가 작곡한 모테트는 모두 6곡이 확인되고 있다. 바흐는 주로 다른 사람의 모테트를 연주하는 것에 만족하고 나머지 여력은 모두 칸타타 작곡에 투자했는데, 이 6곡은 특수한 용도의 곡으로 특별히 작곡한 것으로 알려져 있다. 이 6곡 중에서 《주께 새 노래를 드리리라》는 볼프강 아마데우스 모차르트가 '배울만한 곡'이라며 악보를 빌어와 탐독했다는 일화가 남아 있다.

## 곡의 구성
전 11장으로 이루어지고 요한 프랭크의 시와 기독교 신약성경인 로마서 8장의 1, 4, 2, 9, 11절의 순서로 중간에 인용했으며, 5성부의 반주합창으로 작곡되어 있다.
훗날 아프리카 랑바렌네에서 병원활동으로 노벨 평화상을 수상한 알베르트 슈바이처가 이 곡에 대하여 "이 신비한 코랄의 각 시절을, 그 사이에 들어오는 로마서 8장에서 취한 같은 음의 성구로 설명해가는 방법은 비할데 없이 깊은 위대한 사랑에 바탕을 두고 있다. 이 가사는 삶과 죽음에 대한 바흐의 설교라고 이름붙일 수 있을 것이다"라고 감탄한 바 있다.
바흐는 이 곡을 통해 가사에 들어있는 여러 가지 감정을 음악으로 표현했다. 전반적으로 가사의 내용 중, 성경 구절은 예수를 통한 구원을 말하고, 코랄은 신도들이 예수를 보낸 신에 대한 사랑과 예수로부터 얻을 평안을 갈망한다.

## 가사

### 독일어
Jesu, meine Freude, / Meines Herzens Weide,
Jesu, meine Zier,/ Ach wie lang, ach lange
Ist dem Herzen bange / Und verlangt nach dir!
Gottes Lamm, mein Brautigam,
Außer dir soll mir auf Erden
Nichts sonst Liebers werden.
Unter deinem Schirmen / Bin ich vor den Sturmen
Aller Feinde frei. / Laß den Satan wittern,
Laß den Feind erbittern, / Mir steht Jesus bei.
Ob es itzt gleich kracht und blitzt,
Ob gleich Sund und Holle schrecken:
Jesus will mich decken.
Trotz dem alten Drachen, /Trotz des Todes Rachen,
Trotz der Furcht darzu! / Tobe, Welt, und springe,
Ich steh hier und singe / In gar sichrer Ruh.
Gottes Macht halt mich in acht;
Erd und Abgrund muss verstummen,
Ob sie noch so brummen.
Weg mit allen Schatzen! / Du bist mein Ergotzen,
Jesu, meine Lust !/ Weg ihr eitlen Ehren,
Ich mag euch nicht horen, / Bleibt mir unbewusst!
Elend, Not, Kreuz, Schmach und Tod
Soll mich, ob ich viel muss leiden,
Nicht von Jesu scheiden.
Gute Nacht, o Wesen, / Das die Welt erlesen,
Mir gefallst du nicht. / Gute Nacht, ihr Sunden,
Bleibet weit dahinten, / Kommt nicht mehr ans Licht!
Gute Nacht, du Stolz und Pracht!
Dir sei ganz, du Lasterleben,
Gute Nacht gegeben.
Weicht, ihr Trauergeister, / Denn mein Freudenmeister,
Jesus, tritt herein. / Denen, die Gott lieben,
Muß auch ihr Betruben / Lauter Zucker sein.
Duld ich schon hier Spott und Hohn,
Dennoch bleibst du auch im Leide,
Jesu, meine Freude.

### 한국어 가사
예수, 나의 기쁨, 참 기쁨의 근원, 참된 내 친구
갈급한 내 마음 주를 사모하여 목이 탑니다
흠이 없는 어린 양 그 품 안에 괴롬 없어 더 바랄 것 없도다
주의 품에 안겨 편히 쉬는 나를 누가 해치랴
땅이 흔들리고 모두 떨지라도 겁낼 것 없도다
죄와 지옥 물결이 우리를 덮쳐도 주는 피난처라
기쁨의 주 예수 우리 함께하니 슬픔 없어라
하나님의 자녀 폭풍 속에서도 평화로와라
아무 일을 만나도 주 안에는 기쁨 있어 주는 나의 보배
21세기 찬송가에서는, 첫 가사와 제목을 '주는 나의 보배'로 바꾸고, 2절의 일부 가사를 바꾼것(겁낼 것 없도다->겁낼 것 없네, 우리를 덮쳐도->우리들을 덮치어도) 외에는 다른 바가 없다.

## 같이 보기
- 요한 제바스티안 바흐
- 모테트